# 長浜警察署
長浜警察署（ながはまけいさつしょ）は、滋賀県警察に所属する警察署の一つであり琵琶湖においては、竹生島までを管轄区域とし、警備艇一隻が配備されている。
所属警察官は100名程である。

## 所在地
- 滋賀県長浜市八幡中山町字鳥ノ前300

## 管轄区域
- 長浜市（木之本警察署の管轄区域を除く区域）
2009年までの長浜市域、虎姫町域、湖北町域にあたる

## 組織
- 会計課
- 警務課
- 留置管理課
- 生活安全課
- 地域課
- 刑事課
- 交通課
- 警備課

## 沿革
- 1954年（昭和29年）7月：警察法改正により市警察から滋賀県警察に統合となる。
- 2006年（平成18年）3月27日：虎姫警察署の管轄区域を統合。

## 交番
（ ）の中は所在地
- 勝交番（長浜市勝町492番地）
- 長浜駅前交番（長浜市南呉服町5番30号）
- 八幡東交番（長浜市八幡東町67番地）
- 神照交番（長浜市新庄中町482番地）
- 虎姫交番（長浜市五村102番地24）
- 浅井交番（長浜市内保町301番地）

## 警察官駐在所
（ ）の中は所在地
- 上坂警察官駐在所（長浜市東上坂町986番地1）
- 常喜警察官駐在所（長浜市常喜町500番地の21）
- 富田警察官駐在所（長浜市富田町312番地）
- 川道警察官駐在所（長浜市川道町3138番地3）
- 小谷警察官駐在所（長浜市小谷丁野町514番地）
- 高畑警察官駐在所（長浜市高畑町334番地1）

## 自動車ナンバー自動読取装置
- 長浜市勝町（国道8号）

## 取締ポイント
- 国道8号
- 滋賀県道331号湖北長浜線